# 法國歷史
文字可考的法国歷史誕生於铁器时代，許多族群生活於被時人稱為高卢的地區。其中的主要族群為高卢人，為説高盧語的凯尔特人族群。沿地中海地區則有被希臘人所控制的殖民地。前50年，羅馬將軍尤利烏斯·凱撒征服高盧地區，此地區在日後成為羅馬帝國的主要省份，文化也轉變為高卢-罗马文化。羅馬帝國後期遭到大量蛮族入侵，皈依天主教的撒利法兰克人領袖克洛维一世於509年統一當今法國的大部分地區，法兰克王国成立並定都於巴黎。
法蘭克王國在建國後不斷擴張，大致統一整個西歐地區。732年，法蘭克王國宮相查理·马特在圖爾戰役中擊敗穆斯林入侵部隊。矮子丕平於751年即位為法王，建立加洛林王朝。在查理曼的統治下，法蘭克王國達到歷史疆域的巔峰，查理曼也於800年時被教宗加冕為「羅馬皇帝」。843年，查理曼的孫子們簽訂《凡尔登条约》三分法蘭克，西法蘭克被秃头查理所統治。加洛林王朝諸王逐漸失去對國家的控制，最終於987年被法蘭克公爵于格之子于格·卡佩取代。
中世紀盛期的法國是個強大的王國，豐沛的人口與軍事實力使地方貴族得以發動征服英格兰、第一次十字军东征等大規模軍事行動，但其國王僅能控制法蘭西島等地。直到腓力·奧古斯都成功擴張王權並在布汶戰役擊敗聯軍，大致統一國土並使法蘭西王國成為歐洲最強大的國家。聖路易成功的財政與司法改革，讓法國迎來一段黃金時期。卡佩王朝於1328年的絕嗣使金雀花王朝控制的英格蘭與瓦盧瓦王朝控制的法蘭西爆發了百年战争，法國於1453年的卡斯蒂永战役後贏得戰爭的勝利。法國與哈布斯堡王朝控制的西班牙和神聖羅馬帝國在16世紀因意大利地區的控制權產生諸多衝突，最終以西班牙贏得意大利，法國向萊茵河流域擴張結束。法國在16世紀後期因宗教問題爆發殘酷的宗教战争，最終使納瓦拉的亨利即位為法國國王。
17世紀中期，法國介入三十年戰爭並率領新教聯軍獲得勝利，取代西班牙成為歐洲霸主。1659年，在沙丘戰役慘敗於法軍將領蒂雷納子爵後，西班牙被迫割讓領土予法國。法國在路易十四的統治下以一系列的征伐著稱，成功地向萊茵地區擴張。18世紀中後期，法國深陷經濟危機，於1789年爆發法国大革命。在法国大革命战争勝利後，夾帶民意的拿破仑稱帝，並率領帝國軍隊數次擊潰反法同盟。
1815年，波旁王朝的路易十八在拿破崙兵敗退位後即位法国國王。1830年七月革命後奧爾良王朝的路易-菲利普即位，建立七月王朝。1848年的二月革命後，路易·波拿巴當選為法國總統，並在四年後通過全民公投稱帝，史稱「拿破仑三世」。1870年，資產階級政府在推翻第二帝國後建立第三共和，法國開始一段被稱為「美好年代」的歷史時期。
1914年至1918年的第一次世界大战，法國作為協約國的陸軍主力，付出大量的人力和財務贏得戰爭，使法國在战间期陷入嚴重的人口、政治與經濟危機。第二次世界大战初期，法國被納粹德國擊敗並佔領。1944年，戴高樂組織的自由法國解放本土，並派遣法國第一軍團參與入侵德國的行動。法國在戰後的嬰兒潮成功扭轉近代晚期法國極低的出生率，大量殖民地脫離法國獨立。隨之到來的是輝煌三十年，法國各層面皆進步為世界頂尖水平，成為資本世界中的第二強國。在歐債危機後，法國經濟陷入長期的停滯，但仍為世界舞台上重要的軍事、经济、文化與政治強國。

## 从起源到罗马帝国晚期的高卢

### 从早期人类群落到凯尔特人出现

#### 旧石器时代居民

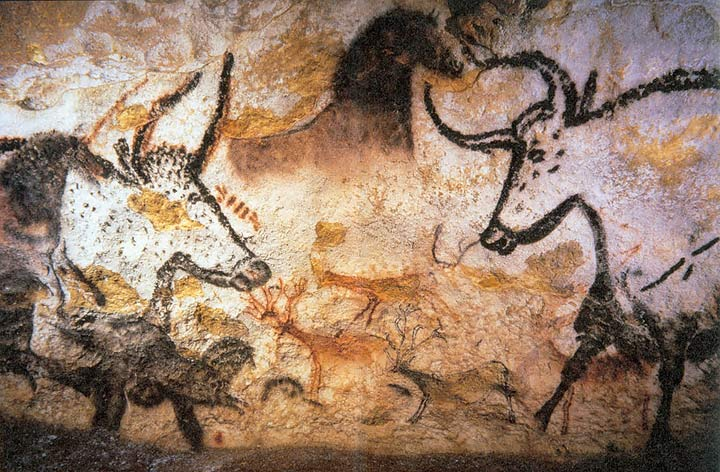
拉斯科洞窟中的原牛岩画

在上盧瓦爾省的希亚克发现的双面砍砸器显示，在200万年前，法国就有人类居住，这很可能是法国最早的人类遗迹。不过，这些石制工具的制作年代、甚至人类特征，都存在很大的异议。
约公元前四十万年，尼安德特人在欧洲地区出现，在大约三万年前灭绝，其灭绝的原因可能是被智人在一段冰期中击敗。智人在大约四万三千年前到达欧洲。 拉斯科和加拉（Gargas）的洞穴壁画以及卡纳克巨石林是当地史前活动的有力证明。

#### 新石器时代

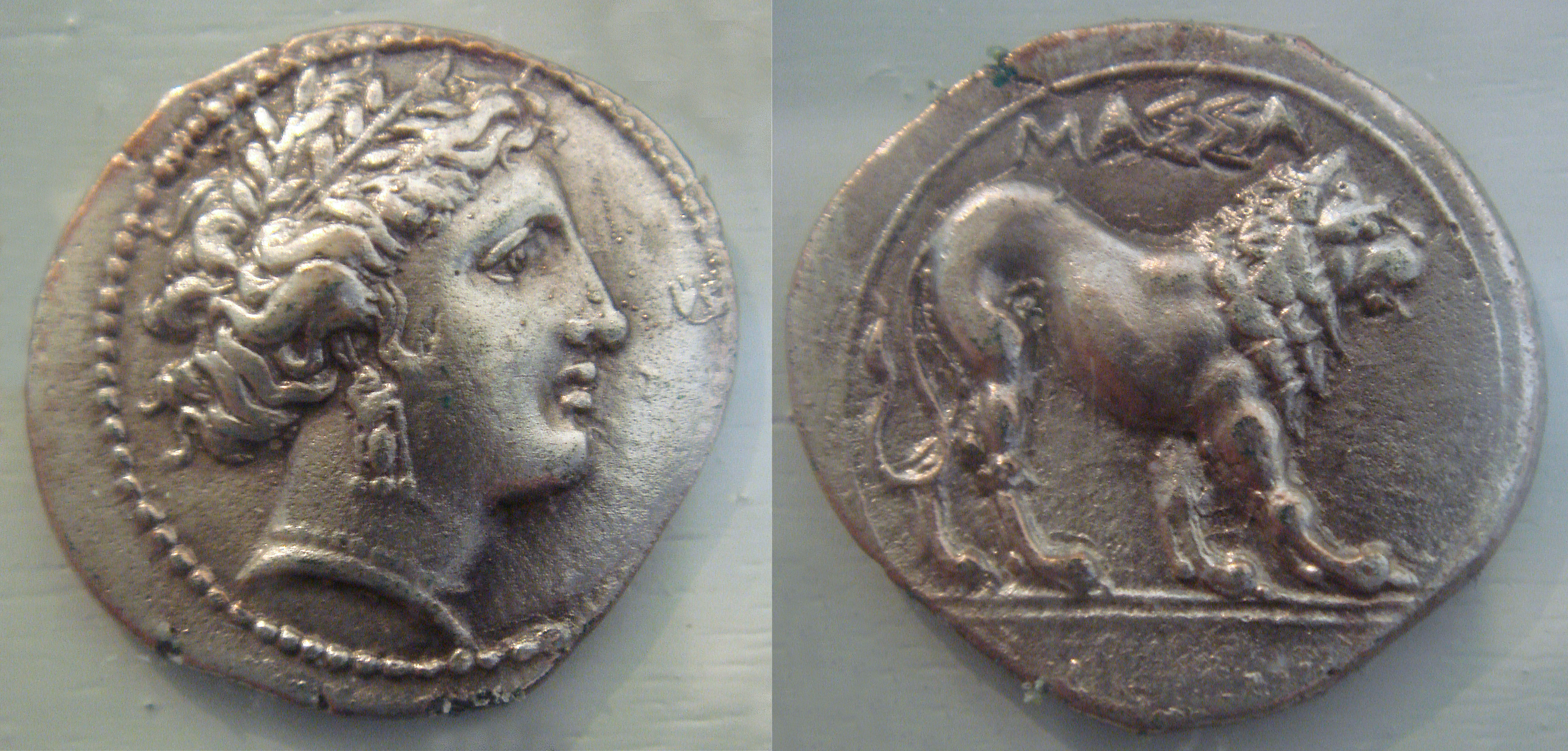
饰有希腊传说的Massalia （现法国马赛）银币，公元前5-1世纪

在公元前600年，来自福希亚的爱奥尼亚人于地中海沿岸建立了马萨利亚（colony of Massalia）（现法国马赛）的殖民地，建立了法国最早的城市。 同时，一些凯尔特部落渗透到了现法国的东部地区（上日耳曼尼亚），这种占领扩散到法国的其他地区的时间仅仅在公元前5世纪至公元前3世纪之间。

### 凯尔特人时期的高卢

#### 凯尔特人
前450年到前400年，艺术品风格重新发生巨大变迁，这可能意味着政治方面也发生变化。在那个时候，出现La Tène文化。按照传统的观点，高卢的时代从此正式开始，但是考古遗址发生变化的理由目前还在争论中。
按照第一个观点，在地中海文明的影响下，社会发生逐渐的变化，外来民族逐渐扩散。按照第二个观点，凯尔特侵略原住民的领土，这些原住民从前史一直到凯尔特人的来临前，变化很小。
我们无法完全理解这些社会变迁的事实，只能提出一些假设。目前大部分的专家推出折中观点：既发生漫长的文化扩散过程，也发生凯尔特的入侵。

#### 古高卢地區
高卢覆盖着现代法国的大部分地区、比利时、德国和意大利北部，被很多凯尔特人及贝尔盖人部落占据，这些被古罗马人称作高卢人的民族居住在塞纳河和加龙河之间，使用粗糙的高卢语。根据尤利乌斯·凯撒的说法，在加仑河下游，高卢人使用阿基坦语，為前印欧语系的一种语言，是基于巴斯克语和洛泰西亚北部的比利时语。在阿基坦高卢人建立图卢兹之时，凯尔特人建立了巴黎、波尔多等城市。
在罗马人定居之前，希腊的航海者定居在现在被叫做普罗旺斯的地区。菲西人建立了像马赛和尼斯这种重要的城市，而菲西人在这些城市的定居将他们卷入了与凯尔特人和利古里亚人（Ligurians）的冲突中。一些伟大的菲西人航海家，例如皮西亚斯（Pytheas），就出生在马赛。就凯尔特人自身而言，他们经常与阿基坦人（Aquitanians）及德国人发生冲突，一次由布伦努斯（Brennus）领导的入侵罗马的高卢战争在公元前393年（或公元前388年）进行，而阿利亚之战很快在这次战役之后进行。
然而，高卢人的部落社会并没有为了想要征服他们的罗马帝国而改变的够快。高卢部落联盟紧接着在森提努姆之战（battle of Sentinum）以及忒拉蒙之战等等的数次战役中打败了罗马人，这些战役持续了整個前三世紀。 在公元前3世纪早期，贝尔格族（Belgae） 征服了在高卢北部的索姆河的周边地区，在一场在昂克尔河畔里布蒙和阿龙德河畔古尔奈两地之间的一场為了反对阿摩里卡人（Armoricani）（当时布列塔尼的占据者）的战争中，这个地方同样是找到圣殿之处。
当迦太基指挥官汉尼拔·巴卡与罗马作战时，他在坎尼招募了几支为他效力的高卢人雇佣军。这次高卢的参与使得普罗旺斯于西元前122年并入了罗马共和国。之后，高卢總督尤里乌斯·凯撒征服了高卢的全部领土。尽管高卢的反对派被维辛格托里克斯（vercingetorix）所领导，但高卢人还是在罗马的猛攻下屈服了。高盧人于西元前25年被罗马人在阿莱西亚之战中打败。罗马人在高卢建立了里昂、纳博讷等城市的前身，并且允许在卢基乌斯·普兰库斯和西塞罗之间通信，这就使得格勒诺布尔形式上存在。

#### 高卢独立时代
公元前2世纪，希腊文和拉丁文之中关于高卢族和高卢国的记载越来越多，揭开高卢族部分的神秘面纱。高卢（拉丁語：Galli）一词最早出现在罗马政治家Caton的笔下（公元前168年），他指的是从法国入侵意大利北部的高卢族人。
在公元前二世纪末，在希腊殖民地马赛的影响下，且因高卢族和地中海的贸易交流，高卢族的一些部落开始希腊化，也开始运用希腊字写高卢语，但是由于宗教的忌讳，高卢族没有把其丰富的口传历史写成文字，限定文字的运用范围为商业和贸易。因此，在高卢语消失之后，这些传统随着被淡忘。
高卢被划分成几个部落，那些部落之间的领土界限显然被划定得非常清楚。这些界限和未来的罗马“城市”（Civis）的界限相吻合，亦和现代法国的省相吻合。
拉丁文化末期的高卢在语言、文化等方面显示出稳定的状态。但是，按照罗马的历史学家，在社会政治方面，高卢的君主制度和贵族制度逐渐消失，取而代之的是选定的法官（高卢语vergobretos）。
罗马人征服高卢之前一个世纪是高卢文明的鼎盛时代，经济繁荣，文化发达，不像罗马作家和西方19世纪历史学家描述得如此野蛮落后。在那个时代出现规模非常大的城堡（oppidia），也开始运用钱币：高卢人文明的水平不低于前2世纪的罗马。
高卢人对罗马文化的贡献非常众多。在军法和技术方面，罗马人不仅采用高卢人的许多发明，也借用高卢语的词汇，例如：木桶、剑（gladius）、锁子甲、肥皂、马车（carrus）等。

### 罗马统治下的高卢
罗马治下的高卢被划分成了数个不同的行省。为了防止高卢变成罗马统治的威胁，罗马人取代了当地人作为居民的身份。 因此， 许多凯尔特人被逐出了阿基坦高卢亦或是被奴役后逐出高卢。罗马统治下的高卢经历了强劲的文化演变, 其中最明显的一点是将高卢语转化为通俗拉丁语。 在这个文化过渡时期，高卢语和拉丁语的相似处是有待争论的。高卢在罗马数世纪的控制下得以存续，但是凯尔特文化被高卢罗马文化取代。

维钦托利投降尤利乌斯·凯撒 ，作于1899年，作者为Lionel-Noël Royer

随着时间的推移，高卢人与罗马帝国更好的结合了。例如将军马库斯·安东尼厄斯·普里默斯和阿古利可拉都在高卢出生，还有后来成为皇帝的克劳狄一世和卡拉卡拉。皇帝安东尼·庇护也同样出自高卢家庭。瓦勒良被波斯人俘虏十年后，波斯图穆斯建立了一个短命的高卢帝国，而这个帝国除了它原来的疆域之外，还包括了伊比利亚半岛和大不列颠岛。一些日耳曼人部落，例如法兰克人和阿勒曼尼人，就是在这个时候进入高卢的。这个高卢帝国被罗马皇帝奥勒良于274年卡塔洛尼平原战役的胜利终结了。
一支凯尔特移民于四世纪在阿摩里卡被发现，他们来自不列颠，由一位堪称传奇的国王科南·梅若多克率领。他们说着现已消失的古不列颠语言，这种语言已演变为现今的布列塔尼语，康瓦尔语以及威尔士语。
在418年时，阿基坦行省被割让给了哥特人作为他们对抗汪达尔人的交换。418年，他们建立了西哥特王国，定都图卢兹。

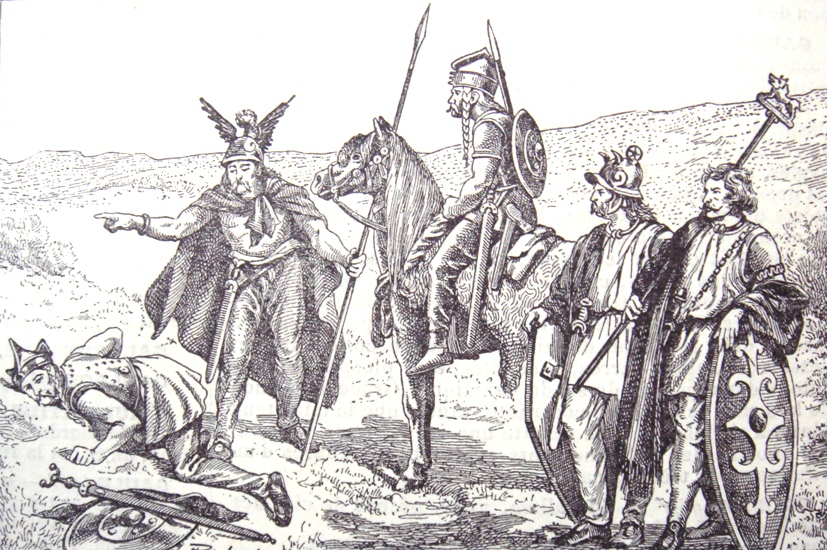
高卢士兵

罗马帝国艰难地抵抗了所有蛮族的侵略，并且埃提乌斯使这些部落自相残杀，试图保持些许罗马在这些地区的控制。他首先让匈人与勃艮第人争斗，使得这些雇佣兵摧毁了沃尔姆斯,杀死了勃艮第王巩特尔，使得勃艮第人撤退到了更远的西部。在443年时，埃提乌斯使这些勃艮第人在卢格杜努姆的附近重新定居。由阿提拉领导的匈奴人，在埃提乌斯利用西哥特人来对付他们之后，成为了更大的威胁。在451年时，这种冲突在沙隆战役时达到了最高点，在这场战役里阿提拉被罗马人与哥特人的联军击败。
此时的罗马帝国已经到了危机的边缘。阿基坦尼亚可以被确定落入西哥特人手中，而这些西哥特人将很快征服所有高卢南部的所有可控制区域，以及绝大部分伊比里亚半岛。勃艮第人宣布建立了他们自己的王国，并且北部高卢已被法兰克人占领。除了日耳曼人以外，巴斯克人从比利牛斯山进入了进入加斯科涅，布列塔尼人建立了三个王国：多姆诺尼亚、科努瓦耶以及布罗埃雷克。

## 法兰克王国（486-987）

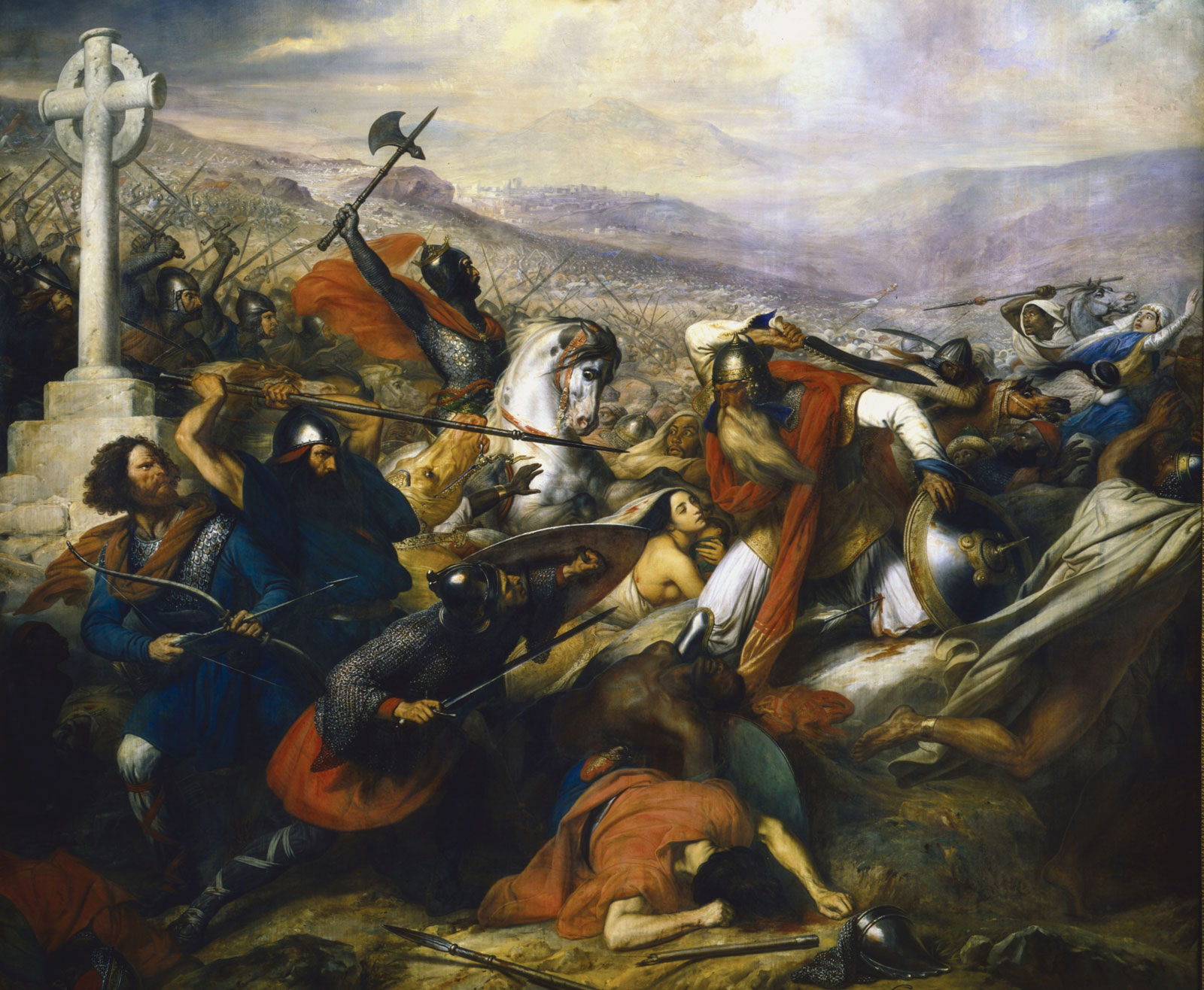
图尔战役 (732)

在486年，克洛维一世（466年- 511年11月27日），萨利族法兰克人的领导者，在苏瓦松击败了格里乌斯并在后来联合了几乎所有北部及中部高卢，将它们置于他的控制之下。之后，克洛维记录了一连串对其他日耳曼部落战争的胜利，诸如在曲尔皮希（Tolbiac）的与阿勒曼尼人的战争。在496年，作为异教徒的克洛维皈依了天主教。这使得他获得了更大的正统性及权力。向天主教会臣服的过程中，他被允许获得牧师的支持以反对在曲尔皮希的阿里乌斯派信徒。507年，他在武伊勒战役中击败了阿拉里克二世，并将原属西哥特王国的阿基坦等地区完全攻占，将它们纳入法兰克王国的版图中。
高卢人返回了托莱多 （即現今的西班牙）。克洛维将巴黎定为首都，建立了墨洛温王朝，但是他的王国并没有在他去世後繼續存在。按照法兰克的遗产继承习俗，他的儿子们分割了这片土地，于是，四个王国建立了：苏瓦松国（后成为纽斯特里亚王国）、巴黎国、奥尔良国（后成为勃艮第王国）和梅斯国（后成为奥斯特拉西亚王国）。随着时间的推移，法兰克诸国在数量及边界变化得非常频繁。同样在这段时间，最初作为国王们的顾问的法兰克王国的宫相，逐渐变为在这片法兰克土地上最有权力的人，而墨洛温王朝的国王们便成为了有名无实的傀儡。
此时，穆斯林已经北上征服了伊比利亚半岛并已经威胁到了法兰克王国。公爵“伟大的”厄德在图卢兹击退了一次重要的入侵军队，但他没能成功击退一支在732年入侵的奇袭队。这时的法国宫相查理·马特，于图尔战役打败了这支军队（这场战役在图尔与普瓦捷两地之间展开），这使他在法兰克王国内部获得了巨大的威望与尊重。在751年，矮子丕平（查理·马特之子）篡位，成為法兰克人的国王，並建立了加洛林王朝。而矮子丕平之子查理曼的加冕礼，标志着加洛林王朝的王权达到了巔峰。在771年，在一段深远的分割之后，查理曼重新联合了法兰克人的聚居区域，并随后在774年征服了德西迪里厄斯(今意大利北部)的伦巴第人，在778年将巴伐利亚纳入王国的版图之中，在796年打败了多瑙河流域的阿瓦尔人，在801年将王国的边界推进到穆斯林控制的西班牙，最远推进到了南方的巴塞罗那。804年，在一次漫长的战役后征服了下萨克森州。

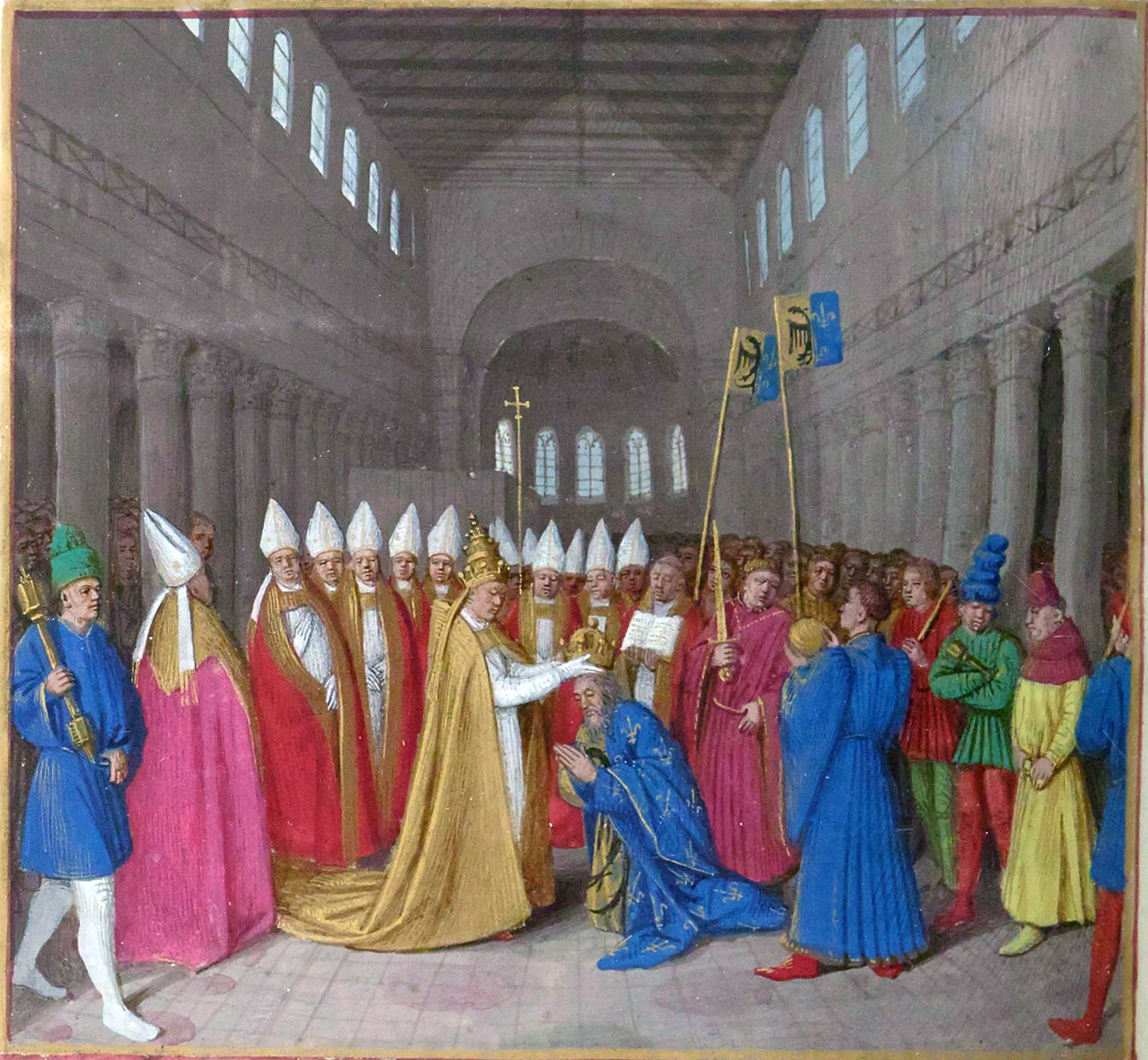
查理曼的加冕礼

为了表彰他的成功，以及表达教会的政治支持，教宗良三世于800年将查理曼加冕为「罗马人的皇帝」。虽然查理曼的儿子虔诚者路易（在位814-840）保持了帝国的完整，然而法兰克帝国却没有在路易去世时留存。他的两个儿子，秃头查理和日耳曼人路易决定向彼此效忠以反对他们的兄长洛泰尔一世在斯特拉斯堡的誓言中，因此帝国被路易的三个儿子在843年根據凡尔登条约分割成三份。在最后一次的短暂统一后（884-887），帝国的头衔不再被西法兰克王国（法兰西王国的前身）掌控。而东法兰克王国之後由亨利一世統治，開創了奥托王朝。
在加洛林王朝时期即有维京人侵略西法兰克王国。巴黎伯爵厄德及其弟罗贝尔因抗击维京人而声名大振并取得西法兰克王位，是為罗伯特王朝（即卡佩王朝的前身）。一些维京人则在罗洛的领导下得到诺曼底。西法兰克王查理三世最初封罗洛为伯爵，其后擢升他为公爵以换取其协助王国抵御其他侵略者。这些混合了法兰克人及高卢罗马人的新兴维京贵族，被称为诺曼人。

## 法兰西王国的建立

### 法兰克王国的覆灭
教宗良三世在800年加冕查理曼為羅馬人的皇帝以表揚其功績及對羅馬教廷的擁護。但他的兒子路易一世死後，路易的三位兒子在凡爾登條約裡將查理曼的領土三分為東中西三部。加洛林王朝雖然在884年至887年間曾短暫統一，但羅馬皇帝封號自此不再在西部通行，而西部亦漸漸演變為法蘭西王國。
在查理曼統治後期，维京人沿他的王國北方及西部邊境推進。自查理曼在814年死後，他的繼任人未能團結去遏止維京人入侵。維京人和他們的長船縱橫羅亞爾河~和其他內陸河流，到處攻掠：843年他們殺死南特市的主教，數年後又焚燒图尔城的聖馬丁教堂（L'église Saint- Martin），845年更擄掠巴黎。
現時法國領土大致與國王糊塗查理統治時相同。他被逼將塞納河下游兩岸大片土地割與維京人，形成诺曼底公国。最後在斷斷續續的權力爭奪中，加洛林王朝亦步上前朝覆滅的後塵：法蘭西公爵及巴黎伯爵雨格·卡佩在987年建立卡佩王朝。它與其旁支瓦卢瓦王朝和波旁王朝將統治法國超過800年之久。

### 强势诸侯
在中世纪时期，法国是一个权力分散的国家。国王的宗教权是大于行政权的。十一世纪的法国，以国王为代价，诸侯达到了权力的顶峰。像诺曼底、佛兰德斯、朗格多克这样的省与王国相比，享有地方自治权，只不过与法兰西王国名称不同。继罗伯特王朝后，卡佩王朝，也就是那些成功代替了加洛林王朝的强大的诸侯登上了王位。
当卡佩王朝的国王们将他们的封邑并入法兰西王国的头衔中时，国王们除了高贵的头衔之外一无所有。在某种程度上，卡佩王朝使国王与诸侯得到了双重的地位；作为国王他们举行了加冕礼，并且作为巴黎伯爵他们保留了自己的封地，其中最著名的是法兰西岛大区。
事实上卡佩家族保留了诸侯与国王两者的土地，并将这些土地赋予了复杂的意义。他们被卷入了国王与诸侯的权力斗争中，但作为国王，他们同时在法国天主教拥有神权。卡佩王朝的国王更多的将其他诸侯以敌人(或盟友)对待而不是向对待封臣那样：他们的王室头衔在被认可之前经常被无视。卡佩家族的权威已经弱到了在一些偏远地区土匪成为了有影响的势力。
有些国王的诸侯已经发展到了足够强大的地步，因此这些诸侯中的部分人成为了西欧最强大的统治者。诺曼人，金雀花，卢西昂，欧特维尔以及图卢兹家族，成功地为自己开拓了法兰西之外的地区。在法国历史中最重要的是征服者威廉的诺曼征服，记录在贝叶挂毯中不朽的黑斯廷斯战役，通过诺曼底将英法连接在了一起。虽然诺曼人作为英格兰国王的同时也是法王的封臣，但他们的政治中心地区依旧在法国。
作为战争的重要组成部分，法国依旧被卷入了十字军东征，并且法国骑士建立并统治了十字军王国。例如，这些贵族在中东的历史遗物—谢芙拉叶城堡—这座城堡由的黎波里伯爵、图卢兹伯爵扩建。

### 君主政体的崛起
在接下来的几个世纪里，君主政体克服了强大的男爵们，并且在十六世纪的法国建立了绝对的君主制。许多因素促成了法国君主政体的崛起。于格·卡佩建立的王朝延续到了1328年，并且长子继承制的法律使有秩序的继承得到安全保障。其次，卡佩家族的继承者被认为是辉煌且古老的王室，因此，他们比他们政治、经济上出众的对手要优越的多。第三，卡佩已经获得了教会的支持，且教会期望一个在法国的强有力的中央政府。这种与教会的联盟，是卡佩最强大，最持久的遗产。第一次十字军东征几乎全部由法国诸侯组成。随着时间的推移，王权在征服、占领、封建政治斗争中扩大了。
987年在兰斯的集会中的选举使于格·卡佩开始了法兰西王国的历史。卡佩从法兰克人的公爵仓促地成为了法兰克人的国王（Rex Francorum）。而于格在巴黎盆地的土地有了小幅的扩张。他那无关紧要的政治地位与选举他的强势的男爵们相衡。国王的许多诸侯（很长时间包括英国国王）统治着比国王大得多的土地。 根据记載，他被高卢人、布列塔尼人、丹麦人、阿基坦人、哥特人、西班牙人、加斯科涅人承认为国王。
巴塞罗那伯爵博雷爾二世在对抗穆斯林的入侵中寻求过于格的帮助，但即使于格打算要帮助他，在与下洛林公爵查理战争中也难以抽身。之後，其他西班牙的公国也陷落了，西班牙的边界变得更加独立了。于格·卡佩--為第一个卡佩王朝的国王--并不是一个廣为人知的人物，他最大的成就是作为国王存活下去，并打败了加洛林王朝的宣称者，这使得他可以建立之后会成为欧洲最富有权势的王族之一。

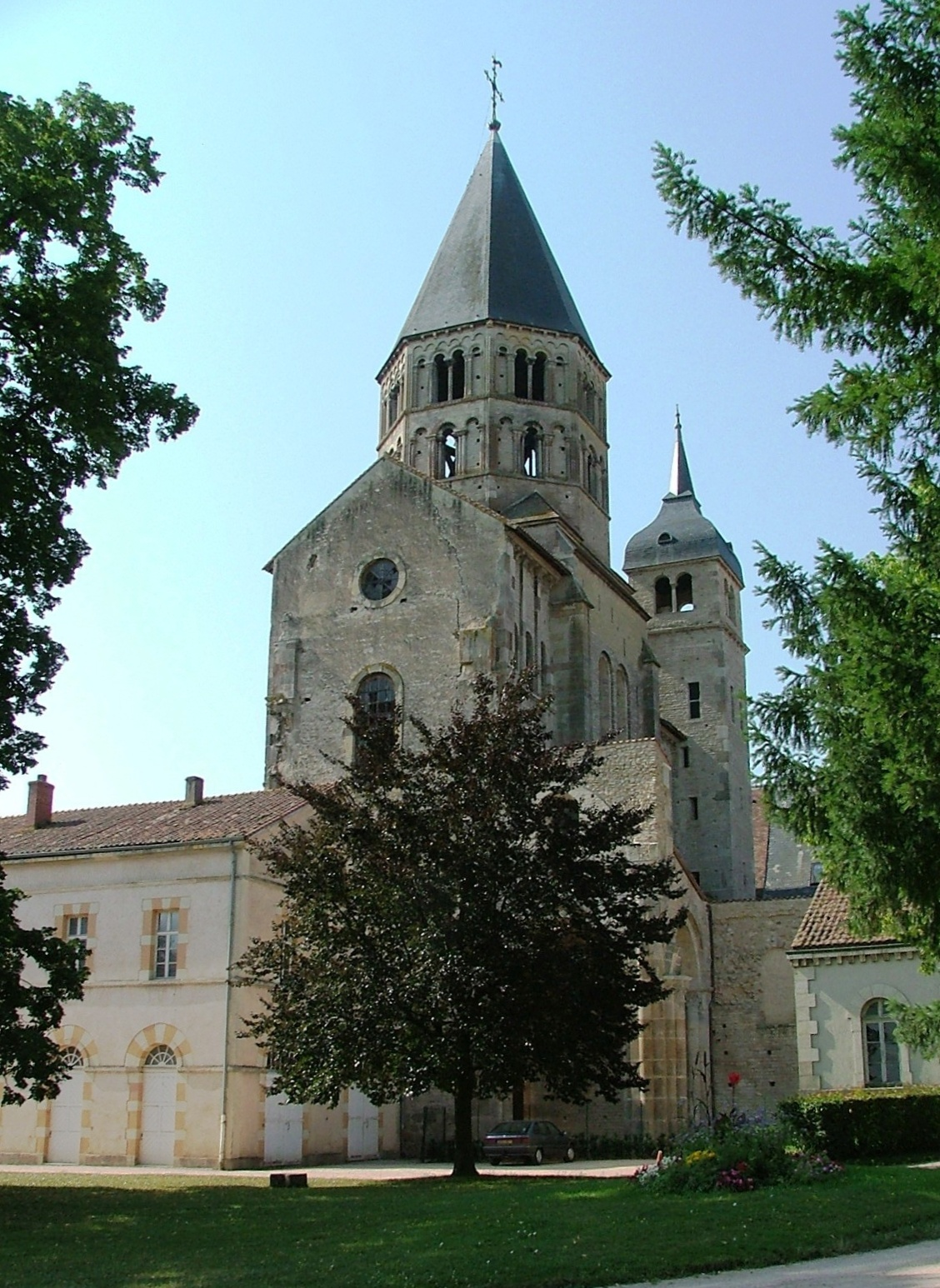
克吕尼修道院

于格的儿子「虔诚者罗贝尔」在于格去世之前被加冕为法兰克人的国王。于格·卡佩决定这样做是为了让王位的传承得到保障。罗贝尔二世，作为法兰克人的国王，在边界见到了皇帝亨利二世。他们同意结束二者的领土争端，开启了卡佩王朝与奥托王朝关系的新阶段。虽然国王权力很小，罗贝尔二世的影响依旧相当大。他的被保留下来的宪章意味着他就像他父亲做的那样，很大程度上通过依赖教会来统治法兰西。虽然他跟他的情妇住在一起—勃艮第的贝莎—并因此被逐出教会，但对于修道士来说，他是一个虔诚的榜样（就像他的绰号—虔诚者罗贝尔）。罗贝尔二世的统治非常重要，因为他卷入了始自989年的天主的和平以及克吕尼改革。
十世纪时，罗贝尔二世为保障王权的延续，在于格10岁的时候加冕了他的儿子于格二世为法兰克人的国王。但于格二世反抗他的父亲，并于1025年在战斗中去世。
法兰克人的下一任国王是于贝尔二世的次子，亨利一世（统治时期1027-1060），像于格二世一样，与他的父亲一起，亨利被加冕为“共治国王（co-ruler）”，在卡佩王朝的传统里，这只是让他作为年轻的国王，在他父亲还活着的时候，有一些权势和影响力罢了。1031年，在其父亲死后，亨利一世被加冕为国王，这对于此时的法国国王来说，是超乎寻常的。亨利一世是法兰克人中最弱势的国王之一，并且他的统治导致了一些像征服者威廉这样强大的贵族的崛起。亨利一世的最大的封臣是他的兄弟 — 勃艮第的罗伯特一世 — 被他母亲卷入冲突的那位。勃艮第的罗伯特被国王亨利一世封为勃艮第公爵并满足于这个头衔。在亨利一世之后，勃艮第的公爵们一直作为法兰克国王的亲族，直到公国的最後。

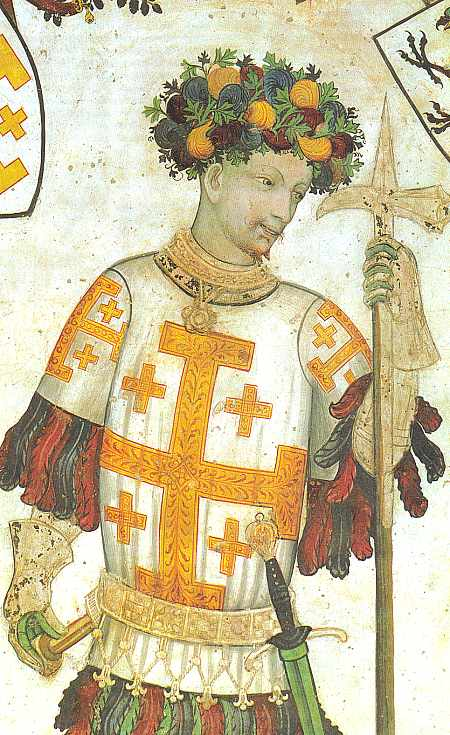
布永的戈弗雷，法国骑士，第一次十字军东征领导者，他解放了圣地并建立了耶路撒冷王国

国王腓力一世（统治时期1027-1060），被其基辅罗斯的母亲起了一个带有东欧色彩的名字，他并不像他的前任那样幸运，即使王国在长时间的统治中（1060-1108）确实享受了一定的恢复。他的统治时期出现了为收复圣地而发动的第一次十字军东征，这使得他的家族很大程度上卷入其中，但他本人却并不支持这次远征。
自路易六世（统治期間為1108年-1137年）起，王室的权威变得更容易接受。路易六世不是一个学士，他更像是军人和好战的君主。他从封臣那里集资的方式使他相当不受待见；时间证明，他是一个野心勃勃而又贪婪的人。他经常攻击他的封臣，虽然这破坏了王室的象征，但强化了王权。自1127年起，路易接受修道院长叙热獻策。叙热出自一个骑士小家族，但他的政治建议对国王来说极其有价值。路易六世成功在军事及政治两方面施鐵腕，这之中有许多强盗贵族。路易六世频繁召集他的封臣到法院，并没收未现身贵族之土地财产，且以军事行动讨伐他们。这种激烈的政策明显强制了巴黎及其周边地区的王权。1137年路易去世时，卡佩王朝的王权明显加强了。
由于叙热政治上的建议，国王路易七世（1131-1137,1137-1180）比他的前任在法兰西享有更大的道德权威。强大的封臣向法国人的国王效忠。1137年于波尔多，叙热准备了路易七世与阿基坦的埃莉诺的婚礼，这使他成为了阿基坦公爵并使其获得了相当大的权力。然而，在与香槟伯爵发生冲突时，这对夫妇在是否在维特里（法国马恩省的一个市镇，属维特里勒弗朗索瓦区）焚烧一千余人产生了分歧。
路易七世被这次事件深深地惊吓了，他前往圣地以寻求忏悔。后来，他卷入了法国第二次十字军东征，但他与埃莉诺的关系并没有因此改善。最后，这次婚礼以血缘的理由被教宗废除，并且埃莉诺很快嫁给了诺曼底公爵亨利二世，而他在两年之后，以亨利二世的身份成为了英格兰的国王。路易七世曾经是一位非常强大的君王，而现在他必须面对一位更强大的诸侯，而这个诸侯跟他一样是国王，且是阿基坦与诺曼底的公爵。
叙热的建筑设想变成了广为人知的哥特式建筑。这种风格在中世纪晚期成为了欧洲诸多教堂的标准。

### 卡佩王朝晚期（1165–1328）
较早期而言，卡佩王朝晚期的国王被认为是强大且有权势的。当腓力一世几乎不能控制巴黎的男爵之时，腓力四世却可以命令教宗与皇帝。虽然在卡佩王朝的后期，国王的统治时间要短于早期的国王，但他们往往更有影响力。这段时期还见证了国际的联盟和对立冲突这种复杂系统的演变，随着朝代的更迭，法国和英国的国王成为了神圣罗马帝国的皇帝。

#### 腓力二世（1179-1223）
在腓力二世（奧古斯都）统治时期（1179-1180，1180-1223），法国的君主政体里走出了重要的一步。他的统治见证了法国王室的土地及威望的急剧增加。他建立了使王权崛起的环境，就像圣路易和腓力一世一样。

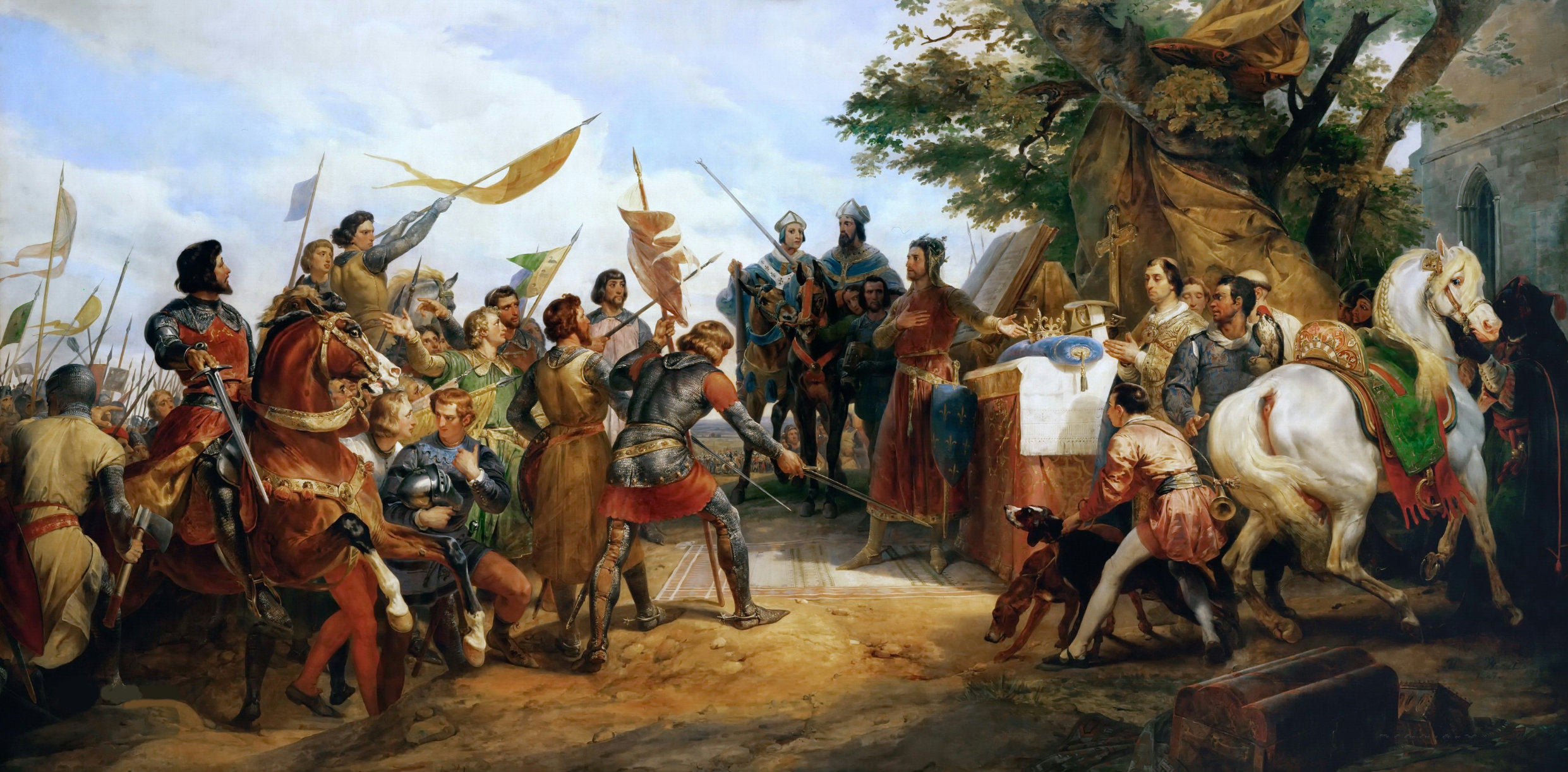
腓力二世布汶战役得胜

腓力二世在布汶战役中获胜，因此他将诺曼底及安茹并入王室领地。这场战役在三个重要国家：法兰西王国、英格兰王国、神圣罗马帝国之间进行，而这包括一系列的复杂的国际联盟。
在腓力二世的统治时期，在对抗所谓的安茹帝国的的战争中，他起到了重大的作用；安茹帝国可能是自卡佩王朝崛起之时，对于法国国王来说最大的威胁。腓力二世统治的第一个时期，曾尝试用英格兰國王亨利二世的儿子来反对他。他自己则联合了阿基坦公爵、亨利二世之子狮心王理查，他们一起对亨利的城堡和希农的首府发动了一次决定性的攻击，使得其权力被移除。
之后，狮心王理查取代了他的父亲，成为了英格兰之王。在第三次十字军东征中，这两个国王参加了十字军东征；然而，他们的联盟及友谊在这次东征中断绝了。在法兰西，这两个人再一次出现了争执并自相残杀；最后，理查几乎完全把腓力二世打败。
观察他们在法国的战役，英、法的国王都试图将他们各自的盟友在神圣罗马帝国获得最多的选票。腓力二世支持斯瓦比亚的腓力（霍亨斯陶芬家族成员），然后狮心王理查支持了奥托四世（韦尔夫家族成员）。奥托四世占了上风，在损害斯瓦比亚的腓力利益的情况下，成为了神圣罗马帝国的皇帝。法国的王冠被理查的死所拯救，他在利穆赞攻打他自己的诸侯时，一个原本可以被治好的伤口成了他的死因。
无地王约翰继任後拒绝去法兰西法庭参加一场反对路西安家族的审讯（路易六世经常对他难控制的诸侯这样做），因此腓力二世没收了约翰在法国的财产。约翰的失败迅速到来，并且他试图再征服他的法国领地的行动（1214年，布汶战役）导致他完全的失败。经此一役，腓力二世成为了诺曼底和安茹的公爵以及布伦和佛兰德斯的伯爵，不过阿基坦和加斯科涅依旧忠于金雀花家族的国王。布汶之战附加的后果之一是，约翰的同盟神圣罗马帝国的奥托四世被腓特烈二世（霍亨斯陶芬家族成员，腓力的盟友）推翻。法国的腓力二世决定性地维护了西欧英法两者的政治格局。而腓力二世建立了巴黎大学的前身「索邦学院」，使巴黎成为了学者之城。
王子路易，也就是未来的路易八世（1223-1226），作為诺曼裔的英国人，被卷入了英国内战，導致原本统一的贵族如今因效忠而分解。当法国人的国王在于金雀花王朝作斗争时，教会发动了征讨阿尔比派教徒的十字军，法国南部大部分土地被并入教廷。

#### 圣路易（1226–1270）
在路易九世的统治下，法兰西变成了一个完全中央集权的王国。圣路易经常被描述成一个拥有单一性格的人，一个信仰坚定及行政改革的完美代表，以及一个关心管理的人。然而，他的统治对所有人来说都并非完美：他发动了失败的十字军东征，他那扩大的行政机构增加了敌对势力，并且他在教宗的劝说下焚烧了犹太人的书籍。他的判断并不总是有效，虽然这些在当时的标准来看是公正的。看来路易有很强的正义感并总是在判决下来之前亲自审判。路易和法国神父要求将路易的诸侯逐出教会时说：
|  | 当神父认为某人有罪时，迫使任何人寻求赦免都是反天主反真理反正义的。 |

路易九世成为法兰西国王时年仅十二岁。他的母亲—卡斯蒂利亚的布兰卡—是有实权的摄政（虽然她并没有正式使用这个称号）。布兰卡的王权已经被法国男爵强烈反对，但她维护她的地位直到路易自己能统治。
1229年，国王不得不与袭击巴黎大学的行动作斗争。拉丁区被这次事件沉重打击。
王国变得易受攻击：战争仍然在图卢兹郡进行着，并且王室军队在朗格多克受阻，无法两头兼顾。图卢兹伯爵雷蒙德七世最后于1229年签订巴黎合约，在此合约中他终生保留了很多土地，但他的女儿嫁给了图卢兹的阿方索伯爵，使得他没有了继承人，因此图卢兹伯爵领并入法兰西王室。
英格兰的亨利三世还未意识到卡佩王朝在阿基坦尼亚的权位（overlordship），并且仍试图收复诺曼底及安茹，重建安茹帝国。1230年，他率领重兵登陆于圣马洛。亨利三世在布列塔尼与诺曼底的盟友并未支援他，因为他们不敢与他们亲自反击英国的君主作战。这次战役演化成1242年的聖東日戰爭。
最后，亨利三世被打败并承认了路易九世的权位，尽管法兰西的国王并没有从亨利三世手中夺取阿基坦。路易九世成为了法兰西最重要的土地拥有者，增加了他的王室头衔。在他统治的诺曼底有一些对手，然而与被残忍征服图卢兹伯爵对比，他们被证明是非常容易统治的。之后演化成最高法院的国王议会在此时建立。在路易与英王亨利三世冲突后，路易与金雀花王朝的国王建立了亲密的关系。一个有趣的奇闻称：亨利三世作为阿基坦公爵，参加了法国的国王议会。然而，这英格兰的国王总是迟到，因为他每当听到神父做弥撒时总是喜欢驻足观看。所以，路易总是确保亨利三世来的路上没有牧师。亨利三世和路易九世为了证明自己是最虔诚的，开始了一段长时间的争斗；而这发展到了二人都从来没有准时到过国王议会的地步，这种缺席使他们能够为之辩论。
圣路易同样支持像哥特式建筑那样的新艺术形式；他的圣礼拜堂成为了一座非常有名的哥特式建筑，而且他依旧因为摩根圣经而受到称赞。在圣路易治下，王国卷入了两次十字军东征：第七及第八次十字军东征。对于法国国王来说，二者均被认为是彻底的失败。他死于第八次十字军东征，腓力三世继承王位。

#### 腓力三世和腓力四世
1270年，腓力三世在圣路易死于第八次十字军东征后成为国王。腓力三世被叫做“勇敢者”，这并不是因为他的统治才能，而是由于他的战斗和马术技巧。腓力三世参加了灾难般的阿拉贡十字军运动——这使他在1285年丢掉了性命。
腓力四世实行了更多的行政改革，他也被叫做美男子腓力（1285-1314）。这位国王是圣殿骑士团灭亡的原因，他签署了老同盟，并创建了巴黎最高法院。不同于卡佩王朝早期的国王，腓力四世权势达到了他可以指定教宗和皇帝的地步。聖座被迁至亞維儂并且同时代的教宗都是法国人，例如腓力四世的傀儡克萊孟五世。

### 瓦卢瓦王朝（1328-1589）
1328年，卡佩王朝末代帝王查理四世（1294年6月19日－1328年2月1日）因中风去世，而卡佩王朝无男嗣来继承王位，因此由卡佩王朝家族的旁支瓦卢瓦王朝来接替卡佩王朝的统治，他们是腓力三世的第三子瓦卢瓦伯爵查理的后裔。
瓦卢瓦王朝（1328-1589）的统治延续二百余年，直到亨利三世遇刺身亡，而瓦卢瓦王朝无子嗣继承王位，故王位由亨利四世继承。至此，瓦卢瓦王朝结束，波旁王朝 (1589～1792, 1814～1830)开始其在法国的统治。
瓦卢瓦王朝统治期间，爆发英法百年战争（1337-1453），其造成极大的损失。在百年战争期间，由于政治、社会、军事上面临重重危机，1358年法国农民爆发札克雷暴動。此外瘟疫（黑死病，一般被认为認為是腺鼠疫）在欧洲肆虐，从意大利迅速地傳播到罗纳河谷地，并且蔓延至這個國家的大部分地區。

#### 英法百年战争
1328年，法王查理四世身亡，卡佩王朝絕後。瓦卢瓦王朝成員腓力六世繼承王位。但是英王愛德華三世，前法王腓力四世的外孫，宣稱自己是法國王位唯一合法繼承人。此王位爭議成為英法百年戰爭的導火索。1337年11月英王爱德华三世率军进攻法国，战争开始。英法百年戰爭導致兩國的民族意識大大提高，但百年戰爭期間，兩國都不約而同地出現內亂，如1381年英國的瓦特·泰勒農民起義和1358年法國的札克雷暴動。
法軍在1337年至1360年間節節敗退，瀕臨亡國。但在1369年至1396年間轉入反攻。1415年英王亨利五世在阿金庫爾戰役的勝利，令瓦卢瓦王室失去其他貴族家族的支持，最終導致7年後巴黎淪陷和1420年特魯瓦条約的簽署。導致法國王室對羅亞爾河以南的管治權大大削弱。
1428年，英军更進一步，占领包括巴黎在内的法国北部，并且围攻通往法国南方的要塞奥尔良。此舉再次激起法国人的爱国热情，纷纷起兵反抗。次年，女英雄圣女贞德率军驰援奥尔良，击退英军。並在歷史名城蘭斯擁立查理七世為新任法王。但貞德很快被勃艮第人逮捕，並交與英軍。在英軍宗教審判所的不公道的審訊下，貞德被判為異端，於1431年被釘上十字架，活活燒死。
后来英国内部发生冲突，再加上法王和勃艮第公爵菲利浦（Philippe of Burgundy）的和解，導致法國漸漸反敗為勝。最終陸續收復巴黎（1436年）、諾曼底（1450年）及波尔多（1453年10月）等地，法军获得最后胜利，收复除加来外的全部领土。在這場戰爭以後，法王逐步加強中央集權，並分別將勃艮第（1477年）和布列塔尼（1491年）收歸中央。

## 成為歐洲霸權

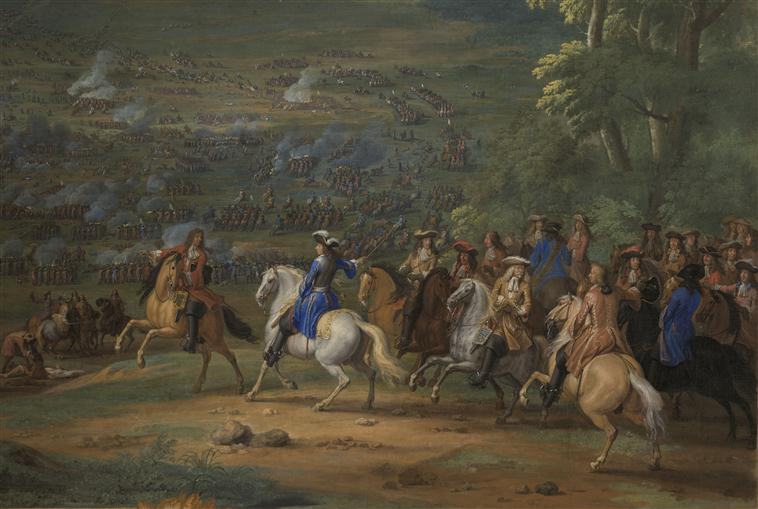
法国在三十年戰爭中的罗克鲁瓦战役中获胜。这次胜利标志着西班牙的失败和法国的复兴

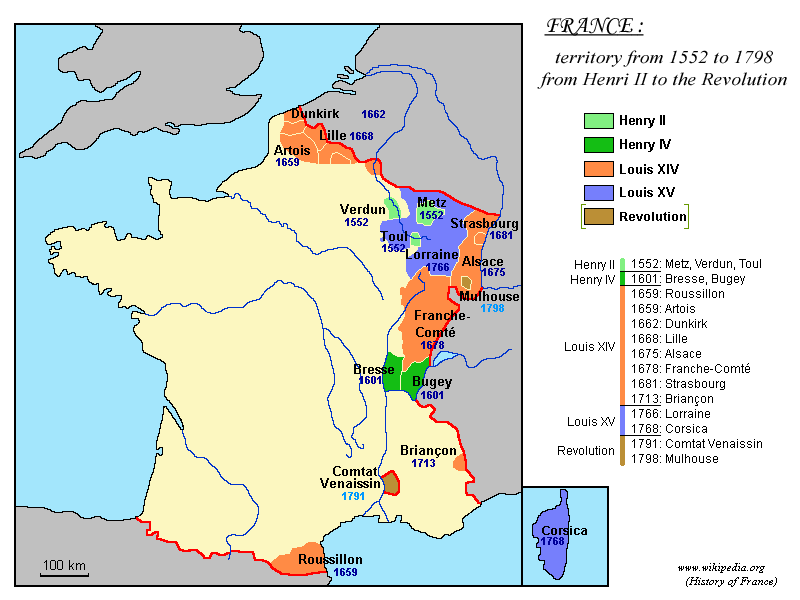
法國1552到1798年的领土扩张

### 从瓦卢瓦到波旁
自1523年起，由於出現繼承人問題的爭議，波旁公爵的爵位一直空缺，其資產暫時歸屬法國王室。1527年，法國國王弗朗索瓦一世將波旁公國以及公爵爵位授予旺多姆公爵查理。自此，拉馬爾什-旺多姆分支獲得了波旁公國，而這個公國也是波旁家族日後奪得法國王位的重要資本。
查理的兒子，第9代波旁公爵安托萬·德·波旁於1548年10月12日與納瓦拉女儲君胡安娜結婚。他們的長子亨利·德·波旁在1572年母親去世後繼承了納瓦拉王國，是為納瓦拉國王恩里克三世，自此波旁家族入主了這個王國。雖然此時的納瓦拉的疆域只是全盛時期的一小半，但足以成為日後波旁家族爭奪法國王位的重要基地。
亨利·德·波旁跟隨信奉喀爾文派新教的胡格諾派，母親過世後，他繼位為納瓦拉國王，由於他同時為法國貴族的身分，就成為了法國新教的領袖，而波旁家族的其他分支和主導法國政壇的吉斯家族信奉天主教，亨利無可避免地被捲入了殘酷的法國宗教戰爭。亨利為求自保，數次宣布改宗天主教，但私底下依舊保持自己對胡格諾派的忠誠。
宗教戰爭不但造成大量法國平民傷亡，也間接導致了瓦盧瓦-昂古萊姆家族的人丁凋零。昂古萊姆王朝的第二代君主亨利二世的三個兒子都成為了法國國王，而當中弗朗索瓦二世和查理九世皆在青年早逝。他們的弟弟亨利三世繼承了王位，而他們最小的弟弟，阿朗松公爵弗朗索瓦成為王儲。1584年，弗朗索瓦王儲遇刺身亡，按照薩利法，法國王位只可傳予雨果·卡佩男性系後裔中的男子，而波旁家族就是第一順位家族。

### 宗教战争
經歷十七世紀的法国宗教战争，法國重新確立天主教的唯一合法宗教地位，並透過參與全歐洲的宗教戰爭（1618年－1648年，又稱三十年戰爭），是由神聖羅馬帝國的內戰演變而成的一場大規模戰爭。戰爭以波希米亞人反抗哈布斯堡家族統治為肇始，最後以哈布斯堡家族戰敗並簽訂《西發里亞和約》而告終。這場戰爭使日耳曼各邦國大約被消滅了25至40個百分比的人口；路德城維滕貝格四分之三人口陣亡，波莫瑞百分之六十五的人口陣亡，西里西亞四分之一的人口陣亡，日耳曼各邦國男性有將近一半陣亡。而在十七世纪三十年战争中，在樞機黎塞留的策劃下法国成为大赢家，在欧洲大陆确定其霸权地位。

### 路易十四
路易十四时期（1643-1715），法国的霸權進入有史以來的最高峰。自從1661年路易十四親政後，法國歷經一連串對外擴張的戰爭：產權轉移戰爭（1667-1668），法荷战争（1672-1678），重新联合战争（1681-1683），大同盟戰爭（1688-1697）和西班牙王位繼承戰爭（1702-1713）。这个时期的战争包含許多相持不下的围城战与运动战，但是总的来说，法国的疆域在穩定扩张。在西班牙王位继承战争初期，法軍名正言順地控制南尼德兰，並且逐渐占据莱茵河西岸和卢森堡。为了阻止法国的扩张，欧洲各国再次形成反法联盟。在路易十四後期，英国成为法国的大敌，并且与荷蘭、哈布斯堡王朝结成三角联盟。虽然这个联盟無法在陆地上徹底擊敗法国，但英国皇家海军在海上建立起绝对的控制权，法国不但因此丢掉许多海外殖民地，還被迫在1713年簽下烏得勒支和約，放棄西班牙在歐洲各處的屬地，只保留西班牙本土與王位傳承給法國王室，路易的野心大挫。而英国逐漸在18世紀中成为欧洲经济最发达的国家，并開始仿效法國，用它的钱资助其欧洲大陆之盟友。
18世纪，法国仍然主宰着欧洲，但是由于内部的问题已经开始走下坡。这時法國参与许多战争，但是法国在这些战争中只得到一点利益。同时，英国正在变得越来越强大，而另外一个新生力量普鲁士成为法国的一个主要威胁。大国之间利益平衡的变化导致1756年的外交革命，法国与奧地利之哈布斯堡王朝在几个世纪的敌对之后结成联盟。法奧联盟在七年战争（1756-1763）中并没有達成消滅普魯士的目標，反而是法国国力大衰，失去霸權地位并被英國奪去大部分海外殖民地。後來在美国独立战争（1776-1783）中，法国帮助美国人大胜英國，雖然報了七年戰爭的一箭之仇，但法國卻因為國內問題（巨額國債）岌岌可危，無力重建失去的霸權。

## 革命和拿破侖帝国

### 法国大革命
1776年美国爆发独立战争，路易十六的法国支持北美十三个殖民地反抗英国统治，但法国海军的直接干预也暴露出它自身的一些问题。几个世纪以来的奢靡浪费和与欧洲列强的軍现困难。惡化的經濟情況，對贵族和教士等特權阶级的普遍憎恨，以及缺乏可供選擇的其它变革方式是法國大革命的主要动因。這终于導致1789年法国大革命，法国的君主专制制度走到尽头。
1792年9月22日，法兰西第一共和国由国民公会宣告成立，经吉伦特派掌权，雅各宾派专政；热月政变后，又相继有热月党人、督政府和执政府时期。

### 拿破侖稱帝
1804年5月，法蘭西第一共和国被法兰西第一帝国取代，12月拿破仑一世加冕為皇帝，於歐洲叱吒風雲，但在滑鐵盧一役遭第七次反法同盟擊敗後，於1815年6月被流放，法蘭西第一帝国告终。

## 帝制的復辟

### 政权更迭

欧洲 - 19世紀初

1815年拿破仑失败被流放，波旁王朝复辟。1830年发生七月革命，诞生七月王朝。1848年2月26日推翻七月王朝，法兰西第二共和国成立。1851年12月，拿破仑三世发动政变，建立军事独裁后，第二共和国名存实亡；1852年，第二共和国被拿破仑三世的法兰西第二帝国所代替。
1870年普法战争败于德国，法国九月革命推翻第二帝国；法兰西第三共和国宣告成立，但直到1875年才通过共和主义的法国1875年宪法（期间曾一度出现全球第一个无产阶级政权——巴黎公社），这一次共和体制一直持续到1940年在第二次世界大战中被德国占领。
雖然法国的革命家坚决主張共和和平等这些原則，法國在这一时期恢復對絕對君主制或君主立宪制多达四次。

### 殖民帝国
到拿破仑失败之时，法国在海外的殖民地几乎丢尽，但是自1830年之后，法国重整旗鼓第二次开拓殖民地，在非洲、印度支那，确立法国殖民势力，并于1869年挖通苏伊士运河。

## 世界大戰
第一次世界大戰（1914年-1918年）法軍作為協約國主力部隊在戰爭中遭到人員的重大傷亡和裝備巨大損失。在1920年，法國在與德國接壤的邊界建立馬奇諾防線，並且與東歐的各新興小國結成「小協約國」聯盟，防止德國和奧地利的復興。但英國法國政府在1930年代推行的綏靖政策，導致德國納粹黨和希特勒的坐大，奧地利和捷克斯洛伐克的淪陷更使「小協約國」聯盟立即灰飛湮滅。納粹德軍其後更在1940年6月繞過馬奇諾防線，迅速攻陷法國北部3/5的土地，包括富有的洛林-阿尔萨斯。
同年7月10日，法軍一次大戰元帥貝當在法國南部的維琪被推舉為傀儡政府的首領。為維護維希政府僅有的主權，貝當只好默認德國在法國掠奪資源，更徵召法國人為役夫，為納粹德軍服務，甚至還要將政府稅收的一半「繳納」給德國。但是最終維琪法國難逃被納粹德軍所滅的命運。1942年11月，納粹德軍進佔法國南部，全權接管當地軍政大權。而貝當與其政府被迫「流亡」到德國，且被納粹當局軟禁。
另一方面，第三共和國最後一任國防部長夏爾·戴高樂將軍逃亡到英國，並成立「自由法國」武裝抵抗組織，在法國發展地下運動，以圖終有一日光復法國。之後「自由法國」匯集了同盟軍，在1944年底光復法國。

## 現代
二战結束後，法國新政府要面對戰後湧現的一大堆新問題。由夏尔·戴高乐將軍領導的臨時政府。1946年10月，法国根据由公民决議通过的新宪法草案，成立法兰西第四共和国。戴高乐將權力交與基於政黨執政聯盟的新共和國政府，而戴高樂將軍自己也很快歸隱田園，淡出政治舞台。但這個政府與議會同盟內部往往缺乏協調，這個缺陷在法國政府處理在中南半島和阿爾及利亞的獨立運動的政策便表露無遺，更導致執政內閣的連串危機和變動。1958年5月，在阿爾及爾的軍官和法國居民發動叛變，企圖阻止法國政府允許阿爾及利亞獨立，更令法國政府的倒台危機升級。最後，法國總統只好請戴高樂再次出山，收拾殘局。戴高樂迅速成立緊急政府，並立即通過另一部共和國憲法，立即進行總統選舉。1958年9月，第五共和国的宪法经过公民决議后通过，第四共和国结束；10月成立法兰西第五共和国，12月戴高乐当选第五共和国首任总统。並在1960年首度核試獲得世界強國的標準軍事實力。
1965年，法國人民在20世紀第一次以選票直接選舉總統，戴高樂贏得第二輪投票，以55%的選票擊敗弗朗索瓦·密特朗。1969年4月，戴高樂在其提出的公投案被否決後辭職。繼任法國總統的是戴高樂派的喬治·让·雷蒙·龐畢度（1969-1974），獨立共和黨的瓦勒里·季斯卡·德斯坦（1974-81）、法国社会党的弗朗索瓦·密特朗（1981-95）、新戴高乐派的雅克·希拉克（1995-2007）。2007年4月22日，尼古拉·萨科齐当选总统，5月17日，萨科齐任命弗朗索瓦·菲永出任总理。2012年，弗朗索瓦·奥朗德当选总统。2016年，由共和前進黨的馬克宏當選總統，成為法國史上最年輕的總統。

### 引用
1. ↑  . abc.net.au.   [26 July 2015]. （原始内容存档于2014-12-18）.
2. ↑  .   [2017-01-04]. （原始内容存档于2017-10-18）.
3. ↑  I. E. S. Edwards, ed. . Cambridge U.P. 1970: 754  [2017-01-04]. ISBN 9780521086912. （原始内容存档于2019-03-20）.
4. ↑  Claude Orrieux; Pauline Schmitt Pantel. . Blackwell. 1999: 62  [2017-01-04]. ISBN 9780631203094. （原始内容存档于2019-03-20）.
5. ↑  Carpentier et al. 2000, p.29
6. ↑  Ad Familiares, 10, 23 read on line lettre 876 （页面存档备份，存于）
7. ↑  P. J. Heather, The Fall of the Roman Empire: A New History of Rome and the Barbarians (2007)
8. 1 2  Edward James, The Franks (1991)
9. ↑  Derek Wilson, Charlemagne (2007)
10. ↑  Elisabeth M. C. Van Houts. . Manchester U.P. 2000: 23  [2017-01-04]. ISBN 9780719047510. （原始内容存档于2021-04-01）.
11. 1 2 3  Georges Duby, France in the Middle Ages 987–1460: From Hugh Capet to Joan of Arc (1993),
12. ↑  David Carpenter The Struggle for Mastery. The Penguin history of Britain 1066–1284 p. 91: "In the first place, after 1072 William was largely an absentee. Of the 170 months remaining of his reign he spent around 130 in France, returning to England only on four occasions. This was no passing phase. Absentee kings continued to spend at best half their time in England until the loss of Normandy in 1204... But this absenteeism solidified rather than sapped royal government since it engendered structures both to maintain peace and extract money on the king's absence, money which was above all needed across the channel".
13. 1 2  Marvin Perry;  et al. . Cengage Learning. 2008: 235  [2017-01-04]. ISBN 0547147422. （原始内容存档于2021-04-01）.
14. 1 2 3 4 5 6  William W. Kibler, ed. Medieval France: An Encyclopedia (1995)
15. ↑  Capetian France 937–1328 p. 64: "Then, in 1151, Henry Plantagenet paid homage for the duchy to Louis VII in Paris, homage he repeated as king of England in 1156."
16. 1 2 3  Paul Frankl, Gothic Architecture (2001)
17. ↑  Gigot, Francis E. .  VIII. New York: Robert Appleton Company. 1910  [13 August 2007]. （原始内容存档于2021-04-17）.
18. ↑  Capetian France p. 265.
19. ↑  Capetian France p. 264.